# 1643
| 1643               |
| ------------------ |
| Dødsfald - Fødsler |
|                    |

| Gregoriansk kalender | 1643 MDCXLIII           |
| Ab urbe condita      | 2396                    |
| Armensk kalender     | 1092 ԹՎ ՌՂԲ             |
| Kinesiske kalender   | 4339 – 4340 壬午 – 癸未 |
| Etiopisk kalender    | 1635 – 1636             |
| Jødisk kalender      | 5403 – 5404             |
| Hindukalendere       |                         |
| - Vikram Samvat      | 1698 – 1699             |
| - Shaka Samvat       | 1565 – 1566             |
| - Kali Yuga          | 4744 – 4745             |
| Iransk kalender      | 1021 – 1022             |
| Islamisk kalender    | 1053 – 1054             |

Konge i Danmark: Christian 4. – 1588-1648

## Begivenheder
- Ole Worm udgiver sit store værk om runeindskrifter: Danicorum Monumentorum libri sex
- 14. maj Ludvig 14. af Frankrig, Solkongen, efterfølger sin far, Ludvig 13. af Frankrig, i en alder af 4½ år. Han regerer Frankrig indtil 1715, det vil sige i 72 år.
- 18. maj En fransk hær under prinsen af Condé besejrer spanierne ved Rocroi i Nordøstfrankrig
- 12. december - en svensk hær, ledet af den svenske General Lennart Torstenson, marcherede op i Holsten og indledte dermed Torstenson-Krigen

## Født
- 4. januar – Isaac Newton, engelsk videnskabsmand (d. 1727)
- 3. april - Karl 5., hertug af Lothringen fra 1675 (død 1690).

## Dødsfald
- 29. november - Claudio Monteverdi, italiensk komponist.